# Goldene Himbeere 1986
Die Goldene Himbeere 1986 (engl.: 6th Golden Raspberry Awards) wurde am 23. März 1986, dem Vorabend der Oscarverleihung, im Morgan-Wixon Theatre in Santa Monica, Kalifornien verliehen.
Zum schlechtesten Film des vergangenen Filmjahres wurde Rambo II – Der Auftrag gekürt. Die meisten Nominierungen und Auszeichnungen erhielt allerdings Rocky IV – Der Kampf des Jahrhunderts. Beide Filme entstanden unter Mitwirkung von Sylvester Stallone.

## Preisträger und Nominierungen
Es folgt die komplette Liste der Preisträger und Nominierten.
| Kategorien                     | Nominierte                                                                                     | Nominierte |
| ------------------------------ | ---------------------------------------------------------------------------------------------- | --- |
| Schlechtester Film             |                                                                                                | Buzz Feitshans – Rambo II – Der Auftrag (Rambo: First Blood Part II)                                                                                        |
| Schlechtester Film             | Robert Chartoff und Irwin Winkler – Rocky IV – Der Kampf des Jahrhunderts (Rocky IV)           | |
| Schlechtester Film             | Freddie Fields – Jackpot (Fever Pitch)                                                         | |
| Schlechtester Film             | Dino De Laurentiis – Im Jahr des Drachen (Year of the Dragon)                                  | |
| Schlechtester Film             | Irwin Winkler – Revolution                                                                     | |
| Schlechtester Schauspieler     | Sylvester Stallone                                                                             | Sylvester Stallone – Rambo II – Der Auftrag (Rambo: First Blood Part II) und Rocky IV – Der Kampf des Jahrhunderts (Rocky IV)                               |
| Schlechtester Schauspieler     | Sylvester Stallone                                                                             | Divine – Lust in the Dust |
| Schlechtester Schauspieler     | Sylvester Stallone                                                                             | Richard Gere – König David (King David) |
| Schlechtester Schauspieler     | Sylvester Stallone                                                                             | Al Pacino – Revolution |
| Schlechtester Schauspieler     | Sylvester Stallone                                                                             | John Travolta – Perfect |
| Schlechteste Schauspielerin    | Linda Blair                                                                                    | Linda Blair – Police Patrol – Die Chaotenstreife vom Nachtrevier (Night Patrol), Savage Island und Savage Streets – Die Straßen der Gewalt (Savage Streets) |
| Schlechteste Schauspielerin    | Linda Blair                                                                                    | Jennifer Beals – Die Braut (The Bride) |
| Schlechteste Schauspielerin    | Linda Blair                                                                                    | Ariane Koizumi – Im Jahr des Drachen (Year of the Dragon)                                                                                                   |
| Schlechteste Schauspielerin    | Linda Blair                                                                                    | Brigitte Nielsen – Red Sonja |
| Schlechteste Schauspielerin    | Linda Blair                                                                                    | Tanya Roberts – James Bond 007 – Im Angesicht des Todes (A View to a Kill)                                                                                  |
| Schlechtester Nebendarsteller  | Rob Lowe                                                                                       | Rob Lowe – St. Elmo’s Fire – Die Leidenschaft brennt tief (St. Elmo’s Fire)                                                                                 |
| Schlechtester Nebendarsteller  | Rob Lowe                                                                                       | Raymond Burr – Godzilla – Die Rückkehr des Monsters (The Return of Godzilla)                                                                                |
| Schlechtester Nebendarsteller  | Rob Lowe                                                                                       | Herbert Lom – Quatermain – Auf der Suche nach dem Schatz der Könige (King Solomon's Mines)                                                                  |
| Schlechtester Nebendarsteller  | Rob Lowe                                                                                       | Robert Urich – Das Schlitzohr (Turk 182) |
| Schlechtester Nebendarsteller  | Rob Lowe                                                                                       | Burt Young – Rocky IV – Der Kampf des Jahrhunderts (Rocky IV)                                                                                               |
| Schlechteste Nebendarstellerin | Brigitte Nielsen                                                                               | Brigitte Nielsen – Rocky IV – Der Kampf des Jahrhunderts (Rocky IV)                                                                                         |
| Schlechteste Nebendarstellerin | Brigitte Nielsen                                                                               | Sandahl Bergman – Red Sonja |
| Schlechteste Nebendarstellerin | Brigitte Nielsen                                                                               | Marilu Henner – Perfect und Rhapsodie in Blei (Rustlers' Rhapsody)                                                                                          |
| Schlechteste Nebendarstellerin | Brigitte Nielsen                                                                               | Julia Nickson-Soul – Rambo II – Der Auftrag (Rambo: First Blood Part II)                                                                                    |
| Schlechteste Nebendarstellerin | Brigitte Nielsen                                                                               | Talia Shire – Rocky IV – Der Kampf des Jahrhunderts (Rocky IV)                                                                                              |
| Schlechteste Regie             | Sylvester Stallone                                                                             | Sylvester Stallone – Rocky IV – Der Kampf des Jahrhunderts (Rocky IV)                                                                                       |
| Schlechteste Regie             | Sylvester Stallone                                                                             | Richard Brooks – Jackpot (Fever Pitch) |
| Schlechteste Regie             | Sylvester Stallone                                                                             | Michael Cimino – Im Jahr des Drachen (Year of the Dragon)                                                                                                   |
| Schlechteste Regie             | Sylvester Stallone                                                                             | George Pan Cosmatos – Rambo II – Der Auftrag (Rambo: First Blood Part II)                                                                                   |
| Schlechteste Regie             | Sylvester Stallone                                                                             | Hugh Hudson – Revolution |
| Schlechtestes Drehbuch         | Sylvester Stallone · James Cameron                                                             | James Cameron, Kevin Jarre und Sylvester Stallone – Rambo II – Der Auftrag (Rambo: First Blood Part II)                                                     |
| Schlechtestes Drehbuch         | Sylvester Stallone · James Cameron                                                             | James Bridges und Aaron Latham – Perfect |
| Schlechtestes Drehbuch         | Sylvester Stallone · James Cameron                                                             | Richard Brooks – Jackpot (Fever Pitch) |
| Schlechtestes Drehbuch         | Sylvester Stallone · James Cameron                                                             | Michael Cimino und Oliver Stone – Im Jahr des Drachen (Year of the Dragon)                                                                                  |
| Schlechtestes Drehbuch         | Sylvester Stallone · James Cameron                                                             | Sylvester Stallone – Rocky IV – Der Kampf des Jahrhunderts (Rocky IV)                                                                                       |
| Schlechtester Newcomer         | Brigitte Nielsen                                                                               | Brigitte Nielsen – Rocky IV – Der Kampf des Jahrhunderts (Rocky IV) und Red Sonja                                                                           |
| Schlechtester Newcomer         | Brigitte Nielsen                                                                               | Ariane Koizumi – Im Jahr des Drachen (Year of the Dragon)                                                                                                   |
| Schlechtester Newcomer         | Brigitte Nielsen                                                                               | Der neue, computergesteuerte Godzilla – Godzilla – Die Rückkehr des Monsters (The Return of Godzilla)                                                       |
| Schlechtester Newcomer         | Brigitte Nielsen                                                                               | Julia Nickson-Soul – Rambo II – Der Auftrag (Rambo: First Blood Part II)                                                                                    |
| Schlechtester Newcomer         | Brigitte Nielsen                                                                               | Kurt Thomas – Asia Mission (Gymkata) |
| Schlechtester Song             | Frank Stallone · Jerry Goldsmith                                                               | Peace in Our Life aus Rambo II – Der Auftrag (Rambo: First Blood Part II) – Frank Stallone, Peter Schless und Jerry Goldsmith                               |
| Schlechtester Song             | Frank Stallone · Jerry Goldsmith                                                               | All You Can Eat aus Krush Groove – Kurtis Blow, Damon Wimbley, Darren Robinson und Mark Morales (The Fat Boys)                                              |
| Schlechtester Song             | Frank Stallone · Jerry Goldsmith                                                               | The Last Dragon aus Der Tanz des Drachen (The Last Dragon) – Norman Whitfield und Bruce Miller                                                              |
| Schlechtester Song             | Frank Stallone · Jerry Goldsmith                                                               | Oh, Jimmy! aus Die Frau des Prosis (The Slugger's Wife) – Sarah M. Taylor                                                                                   |
| Schlechtester Song             | Frank Stallone · Jerry Goldsmith                                                               | 7th Heaven aus Der Tanz des Drachen (The Last Dragon) – Bill Wolfer und Vanity                                                                              |
| Schlechteste Filmmusik         |                                                                                                | Vince DiCola – Rocky IV – Der Kampf des Jahrhunderts (Rocky IV)                                                                                             |
| Schlechteste Filmmusik         | John Corigliano – Revolution                                                                   | |
| Schlechteste Filmmusik         | Thomas Dolby – Jackpot (Fever Pitch)                                                           | |
| Schlechteste Filmmusik         | Jerry Goldsmith – Quatermain – Auf der Suche nach dem Schatz der Könige (King Solomon's Mines) | |
| Schlechteste Filmmusik         | Paul Zaza – Das Schlitzohr (Turk 182)                                                          | |